# Национальный центр научного образования
Национальный центр научного образования (англ. National Center for Science Education, NCSE) — некоммерческая организация, являющаяся филиалом Американской ассоциации содействия развитию науки. Находится в Окленде (шт. Калифорния). Ведущая американская антикреационистская организация, борется за недопущение преподавания с точки зрения религиозных взглядов в государственных школах США. С 2012 года центр занимается также вопросами освещения изменения климата. Исполнительный директор — Энн Рейд. В совет директоров входили или входят Michael E. Mann, Naomi Oreskes, Бенджамин Сантер.

## Награды
Национальный центр научного образования присуждает ежегодные награды «Friend of Darwin» (в области эволюции) и «Friend of the Planet» (с 2014 года, в области климатологии).
Лауреаты NCSE Friend of Darwin Award
- 2025: Vanderbilt University’s Evolutionary Studies Initiative под началом Antonis Rokas; Katie Hinde[англ.]; Randolph M. Nesse[4]
- 2024: Riley Black[англ.], Kostas Kampourakis, Jonathan B. Losos
- 2023: группа исследователей Homo naledi под руководством Lee R. Berger, Laura Helmuth[англ.], Bertha Vazquez[англ.][5].
- 2022: Tim Berra (biologist)[англ.][6], Adam Laats, Lisa White (geologist)[англ.][7]
- 2021: Mohamed Noor[англ.], Briana L. Pobiner, Jason R. Wiles[8]
- 2020: Фельзенштейн, Джозеф, Larry Flammer, William McComas
- 2019: James (Jim) Krupa[9], Торнтон, Джозеф[англ.], Lacey Wieser
- 2018: Tiffany Adrain и Роберт Стефанс
- 2017: Edward J. Larson[англ.], Ричард Ленски, Daniel J. Phelps
- Barbara Forrest[англ.], David Hillis[англ.], Шубин, Нил, Texas Freedom Network[англ.], Брюс Альбертс, Brian Alters[англ.], Philip Appleman[англ.][10]

Лауреаты NCSE Friend of the Planet Award
- 2024: George Mason University Center for Climate Change Communication под началом Edward W. Maibach[англ.], Lorne Trottier[англ.], Dawn J. Wright[англ.]
- 2023: Susan Joy Hassol[англ.], Cathryn A. Manduca, David Titley[англ.][11].
- 2022: Andrew Dessler[англ.], Kelley T. Le, Climate One[англ.][7]
- 2021: Джонсон, Аяна Элизабет, J. Marshall Shepherd[англ.], Climate Generation[8]
- 2020: Жаклин Джил[англ.], Frank Niepold, Уирт, Спенсер
- 2019: Climate Parents, Каллен, Хайди, Paleontological Research Institution[англ.]
- 2018: Climate Central[англ.] и Эмануель, Керри
- 2017: CLEAN (Climate Literacy and Energy Awareness Network), Peter Sinclair (environmental activist)[англ.] и Denial Crock, Yale Program on Climate Change Communication[англ.] (директор - Лейзеровиц, Энтони)
- 2016: Skeptical Science[англ.]
- 2015: Орескес, Наоми
- John Abraham (professor)[англ.], Ричард Элли (2014, в числе первых удостоенных), Katharine Hayhoe[англ.], Alliance for Climate Education[англ.], Greg Craven (teacher)[англ.], Манн, Майкл Эван (2014, в числе первых удостоенных), Dana Nuccitelli[12]